# Xã Jackson, Quận Pike, Ohio
Xã Jackson (tiếng Anh: Jackson Township) là một xã thuộc quận Pike, tiểu bang Ohio, Hoa Kỳ. Năm 2010, dân số của xã này là 1.209 người.